# Пахис, Хараламбос

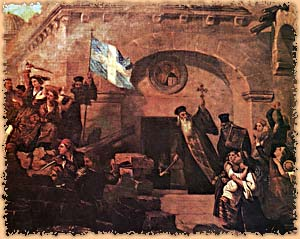
Монастырь Аркади — 1866

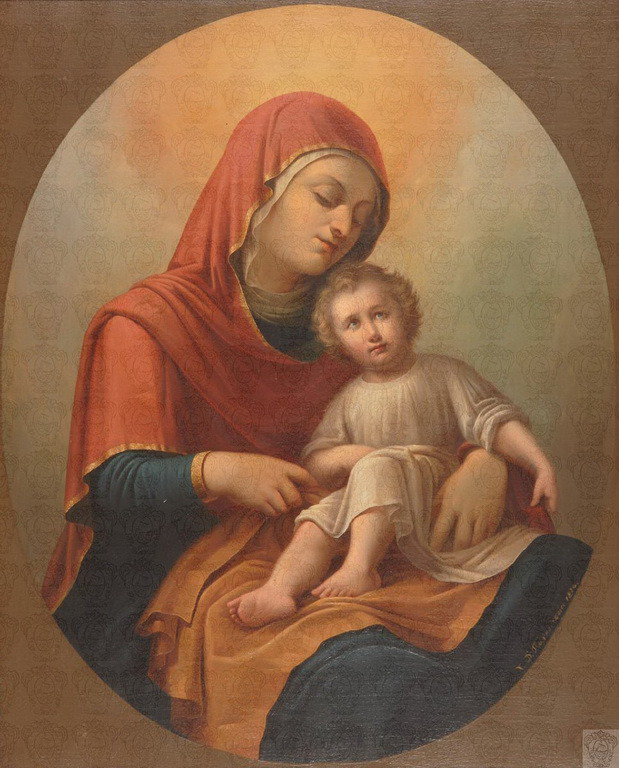
Богородица с ребёнком

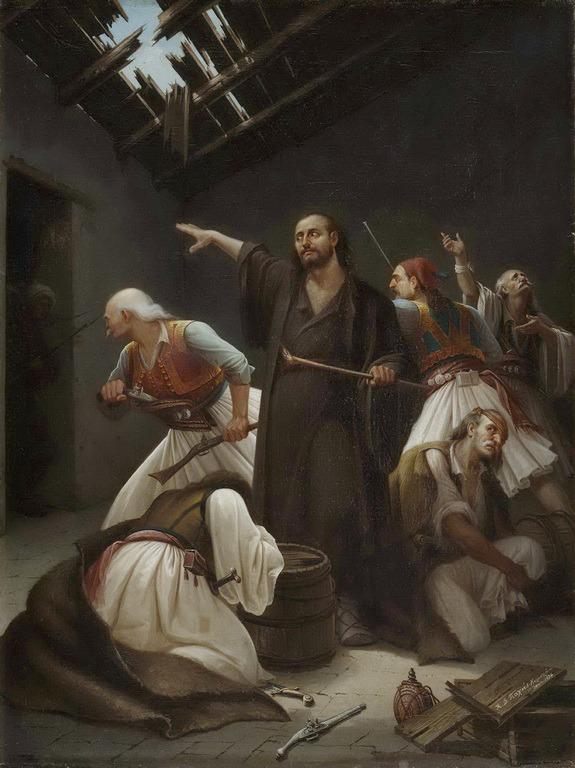
Самопожертвование сулиота монаха Самуила-1803

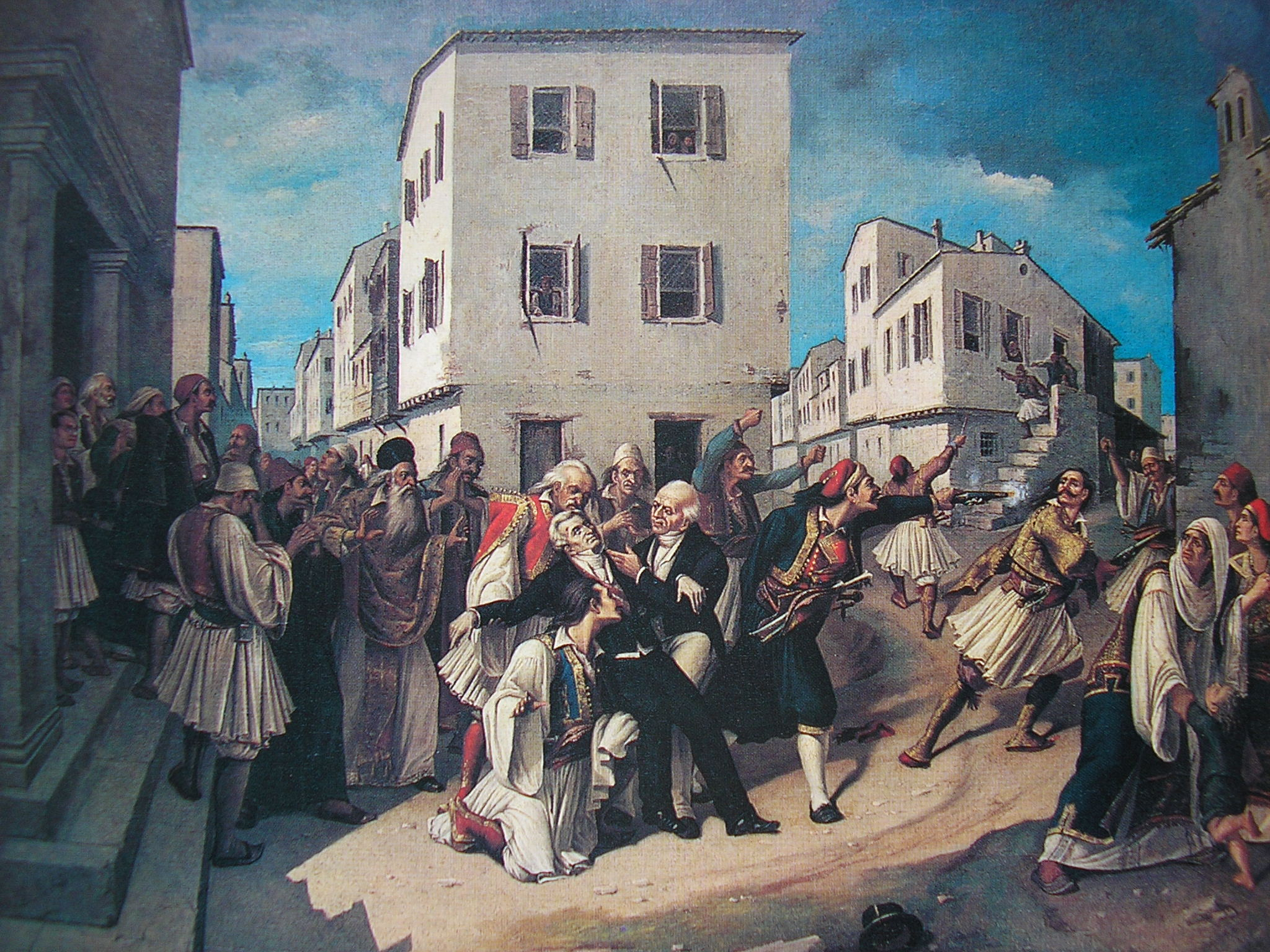
Убийство Иоанна Каподистрии

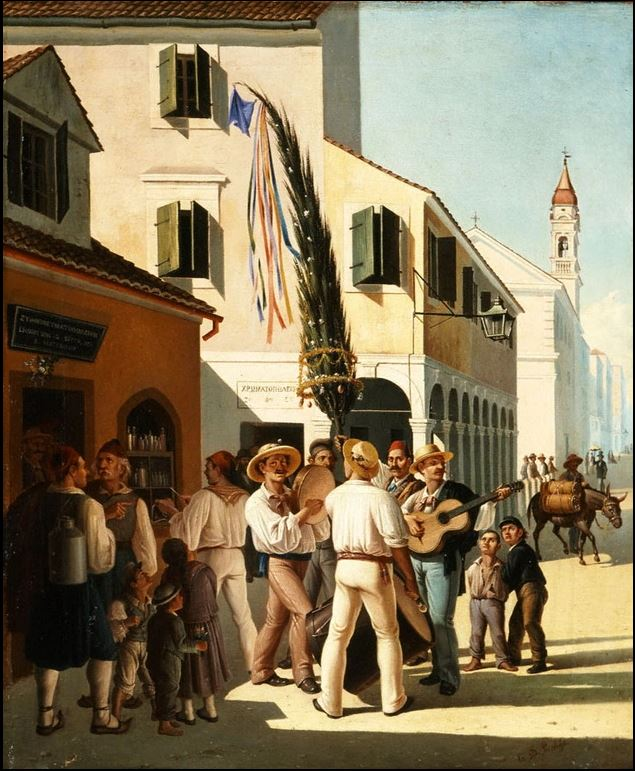
Первомай на Керкире

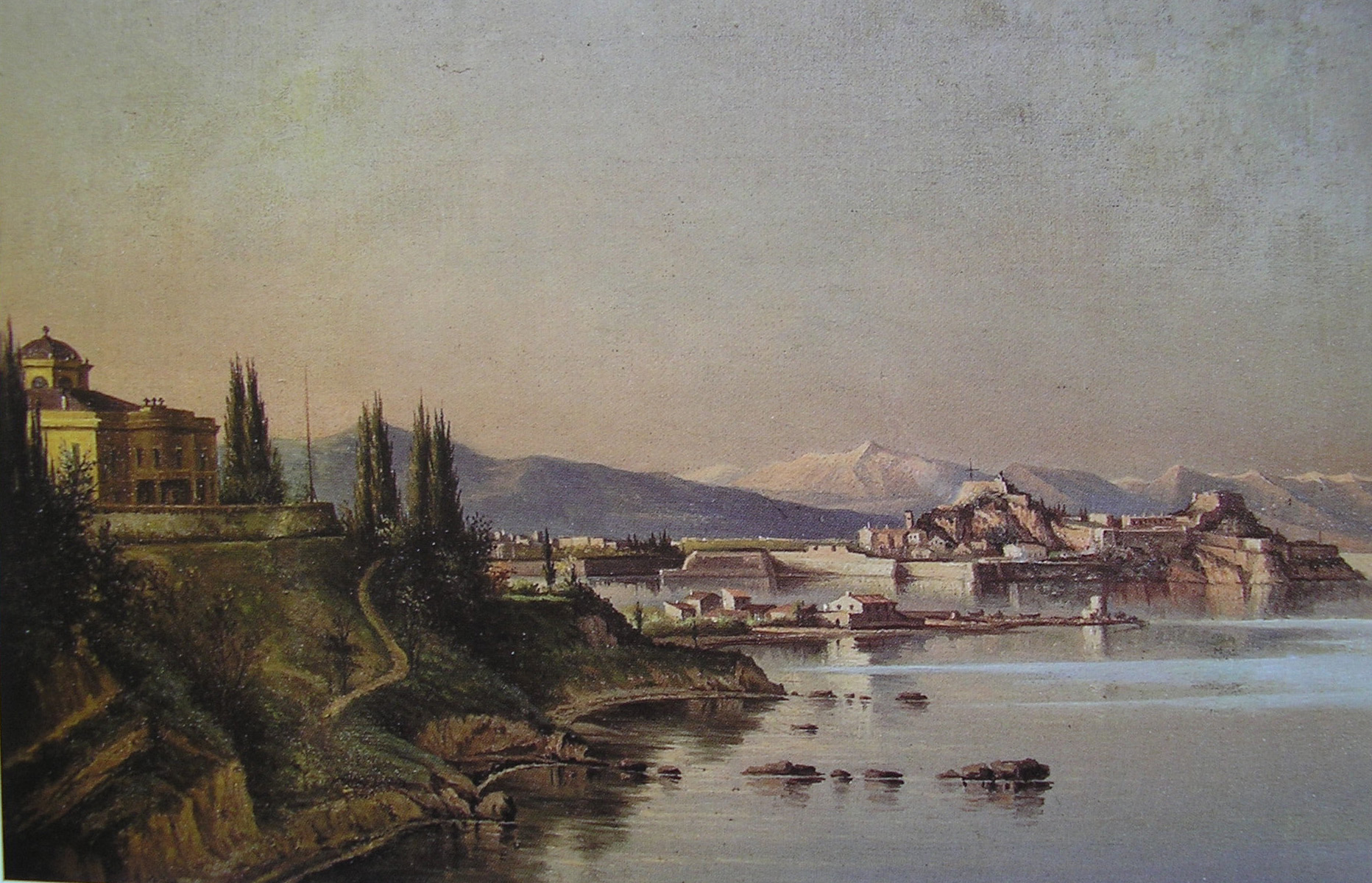
Пейзаж Керкиры

Хараламбос Пахис (греч.  Χαράλαμπος Παχής  Керкира 1844 — Керкира 1891) — греческий художник второй половины 19-го века, один из самых значительных представителей Семиостровной школы греческой живописи.

## Биография
Хараламбос Пахис родился в 1844 году на острове Керкира, бывшем тогда, как и другие Ионические острова, под британским контролем.
Талант Пахиса был обнаружен в молодости английским меценатом, который предоставил ему стипендию для учёбы в Италии. Пахис учился живописи в Неаполе (Accademia di belle arti di Napoli) а затем в Риме (Академия Святого Луки) (1868—1869). Пахис вернулся на Керкиру в 1870 году и открыл свою частную художественную школу, которую закончили такие известные в будущем художники как Цирриготис, Яллинас и Самардзис.
Пахис был женат и имел двух дочерей — Мелпо и Лизу. Мелпо вышла замуж за художника Пизаниса. Примечательно что сестра Пизаниса Жозефина вышла замуж за ученика Пахиса, Георгиоса Самардзиса.
Работы Пахиса, кроме художественного интереса, представляют и исторический и лаографический интерес, что проявляется в его композициях: «Убийство Каподистрии», «Танец Залонго», «Повешение патриарха Григория», «Первомай на Керкире», «Танец в Гастури» и др.
Пахис уделил также внимание портрету, пейзажу и иконописи. В последней заметно влияние итальянского академизма.
Хараламбос Пахис был награждён двумя государственными наградами Ионических островов и двумя наградами Ватикана. Его картина «Аркади» была выставлена на Всегреческой выставке Олимпия в 1875 году и получила серебряную медаль. В 1878 году Пахис принял участие в Всемирной выставке в Париже, где выставил один пейзаж.
Он принял участие в Всегреческой художественной выставке Заппион в 1888 году. В 1900 году Пахис принял участие в Первой международной выставке Крита, где получил золотой приз. Пахис расписал также греческую православную церковь в османском (ныне албанском) Дурресе.